# Katharina Witt
Pour les articles homonymes, voir Witt.
Katharina Witt, née le 16 janvier 1979 à Herford, est une joueuse de squash représentant l'Allemagne. Elle atteint en juillet 2005 la 98e place mondiale sur le circuit international, son meilleur classement. Elle est championne d'Allemagne en 2006.

## Biographie
Elle devient championne d'Allemagne en 2006 face à la tenante du titre Karin Berière. Elle est également enseignante.

## Palmarès

### Titres
- Championnats d'Allemagne : 2006